# علیخانماخی
علیخانماخی (به لاتین: Alikhanmakhi) یک منطقهٔ مسکونی در روسیه است که در شهرستان آگولسکی واقع شده‌است.